# NGC 7828
NGC 7828 est une galaxie irrégulière (spirale ?) située dans la constellation de la Baleine. NGC 7828 a été découverte par l'astronome américain Francis Leavenworth en 1886.

## Description
Sa vitesse par rapport au fond diffus cosmologique est de 5 391 ± 28 km/s, ce qui correspond à une distance de Hubble de 79,5 ± 5,6 Mpc (∼259 millions d'al).
NGC 7828 présente une large raie HI. De plus, NGC 7828 forme avec sa voisine NGC 7829 une paire de galaxies en interaction gravitationnelle. La paire figure dans l'atlas des galaxies particulières d'Halton Arp sous la cote Arp 144.
À ce jour, deux mesures non basées sur le décalage vers le rouge (redshift) donnent une distance de 90,250 ± 1,344 Mpc (∼294 millions d'al), ce qui est à l'intérieur des valeurs de la distance de Hubble.

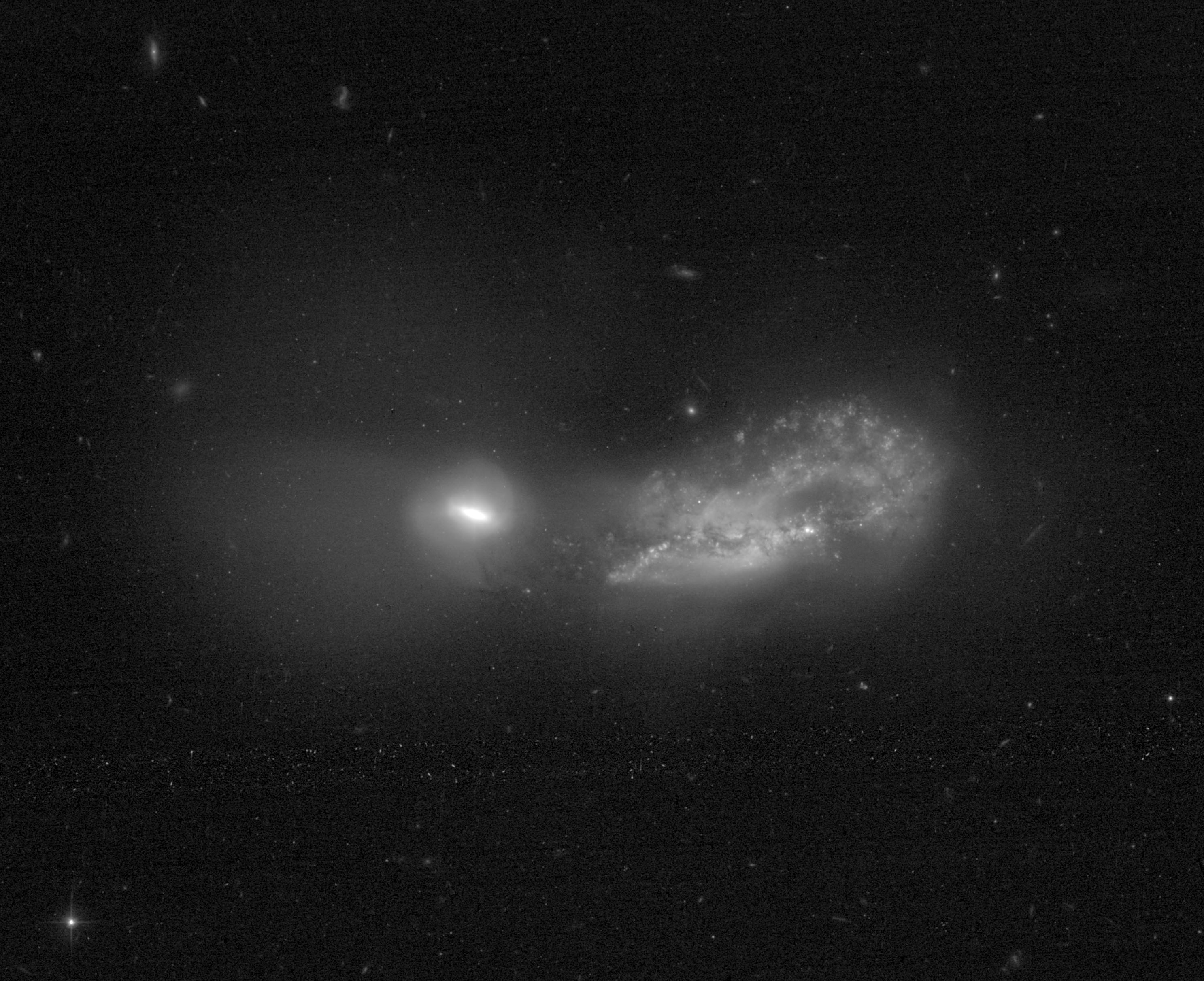
NGC 7828 et NGC 7829 (Arp 144) par le télescope spatial Hubble.

## Supernova
La supernova SN 2021ocs a été découverte dans NGC 7828 le 30 mai 2021 par le relevé astronomique ATLAS (Asteroid Terrestrial-impact Last Alert System). D'une magnitude apparente de 17,7 au moment de sa découverte, elle était de type Ic.